# Lyriel
Lyriel — німецький фольк-метал-гурт із елементами симфонічного металу, що був утворений в 2003 році. Склад гурту не змінювався з часів формування до 2008 року. Гурт виступав на відкритті концертів таких гуртів як Elis, Visions of Atlantis, Regicide, Xandria, Schandmaul, Corvus Corax, Saltatio Mortis, Oomph, Schelmish, Korpiklaani та Manfred Mann's Earth Band. Репертуар гурту варіюється від середньовічних балад до хард-року із елементами класичної музики та фольку.

## Склад
Теперішній колектив
- Джессіка Тіерюнг — вокал
- Томас Разер — гітари, бас-гітара, задній вокал
- Лінда Лаукамп — віолончель, задній вокал
- Джун Лаукамп — скрипка
- Маркус Фідорра — ударні
- Тім Зонненштуль — гітари

Колишні учасники
- Даніель де Біар — ударні
- Свен Енгельман — бас-гітара
- Мартін Аман — клавіші
- Йоханнес Ананд — скрипка
- Маттіас Кіршлер — бас-гітара
- Штеффен Фельдман — бас-гітара
- Оллівер Тіерюнг — бас-гітара, задній вокал

## Дискографія
Студійні альбоми
- Prisonworld (2005)
- Autumntales (2006)
- Paranoid Circus (2010)
- Leverage (2012)
- Skin and Bones (2014)

Збірники
- The First Chapters (2009)

Міні-альбоми
- 10 (2015)

DVD
- Live auf Burg Greifenstein